# Versfuß
Ein Versfuß (altgriechisch πούς poús, lateinisch pes) ist in der Verslehre der kleinste Teil eines Verses, der als sich wiederholendes Element im Versrhythmus erkannt wird.
Im metrischen Schema erscheint er als eine Folge von Verselementen, im konkreten Vers als eine Folge von Silben, die je nach Versprinzip der jeweiligen Sprache leicht oder schwer sind. In Literaturen mit quantitierendem Versprinzip wie der antiken griechischen und lateinischen Dichtung entsprechen den leichten die kurzen und den schweren die langen Silben, in Literaturen mit akzentuierendem Versprinzip wie der deutschen entsprechen den leichten die unbetonten und den schweren die betonten Silben.
Bezeichnet man die leichten Silben entsprechend der üblichen metrischen Notation mit dem Symbol ◡ und die schweren mit —, so wird man in einem Vers mit dem Schema
◡—◡—◡—◡—◡—
als sich wiederholendes Element den als Jambus bekannten Versfuß ◡— erkennen und dementsprechend aufteilen:
◡—ˌ◡—ˌ◡—ˌ◡—ˌ◡—.
Enthält der Vers ein zusätzliches leichtes Element, also
◡—◡—◡—◡—◡—◡,
so ist sowohl die Aufteilung
◡—ˌ◡—ˌ◡—ˌ◡—ˌ◡—ˌ◡
als auch
◡ˌ—◡ˌ—◡ˌ—◡ˌ—◡ˌ—◡
möglich, wobei dann ein überzähliges Element am Anfang stehen würde und das sich wiederholende Element der Trochäus —◡ ist. Offensichtlich ist die als Skansion bezeichnete Gliederung eines Verses in Versfüße nicht naturgegeben, sondern eine Sache von Wahrnehmung und Konvention.
Welche Folgen leichter und schwerer Glieder überhaupt auftreten können und welche häufig bzw. selten sind, ist im Wesentlichen durch die jeweilige Sprache bestimmt. Beispielsweise sind im Griechischen und Lateinischen schwere (also lange) Silben wesentlich häufiger als im Deutschen und es können fast beliebig lange Sequenzen langer und kurzer Silben auftreten. Beispielsweise sind vier aufeinanderfolgende Längen (————) im Lateinischen zwar selten, kommen jedoch vor.
Dementsprechend wurden in der antiken Metrik bei den zwei- bis viergliedrigen Folgen alle möglichen Kombinationen aufgeführt und benannt, woraus sich die Zahl der {\displaystyle 2^{2}+2^{3}+2^{4}=4+8+16=28} antiken Versfüße ergibt, wobei man nur die zwei- und dreigliedrigen Folgen als einfache Versfüße betrachtete. Die viergliedrigen nannte man „zusammengesetzt“ – was sich auch in den Namen teilweise anzeigt, so wurde zum Beispiel der ◡—◡— diiambos („doppelter Jambus“) genannt – da jede Sequenz aus vier oder mehr Gliedern aus den einfachen zwei- und dreigliedrigen Füßen zusammengesetzt werden kann.
Die folgende Tabelle zeigt die antiken Versfüße sortiert in Gruppen nach der Zahl ihrer Glieder. Die Spalten zeigen das Schema des Versfußes und die Abkürzung in metrischer Notation,  den griechischen Namen  mit Umschrift, den lateinischen Namen und die im Deutschen gebräuchliche Bezeichnung:
| Schema                             | Abk.                        | griechisch                    | gr. Transkr.                   | lateinisch                              | deutsch                              | Bemerkung                                                                                     |
| Zweigliedrige einfache Füße        | Zweigliedrige einfache Füße | Zweigliedrige einfache Füße   | Zweigliedrige einfache Füße    | Zweigliedrige einfache Füße             | Zweigliedrige einfache Füße          | Zweigliedrige einfache Füße                                                                   |
| ---------------------------------- | --------------------------- | ----------------------------- | ------------------------------ | --------------------------------------- | ------------------------------------ | --------------------------------------------------------------------------------------------- |
| ◡                                  |                             | πυρρίχιος, διβραχυς           | pyrrhichios, dibrachys         | pyrrhichius, dibrachus, bibrevis        | Pyrrhichius, Dibrachys               | zweisilbiger Brachysyllabus                                                                   |
| —◡                                 | tr                          | τροχαῖος                      | trochaios                      | trochaeus                               | Trochäus, auch Faller                | in der Antike auch manchmal als choreios bzw. choreus bezeichnet                              |
| ◡—                                 | ia                          | ἴαμβος                        | iambos                         | iambus                                  | Jambus, auch Steiger                 |                                                                                               |
| —                                  | sp                          | σπονδεῖος                     | spondeios                      | spondēus, spondius                      | Spondeus                             |                                                                                               |
| Dreigliedrige einfache Füße        |                             |                               |                                |                                         |                                      |                                                                                               |
| ◡                                  |                             | τρίβραχυς                     | tribrachys                     | tribrachys, tribrachus, tribrevis       | Tribrachys                           | dreisilbiger Brachysyllabus; in der Antike auch manchmal als choreios bzw. choreus bezeichnet |
| —◡                                 | da                          | δάκτυλος                      | daktylos                       | dactylus                                | Daktylus, auch Doppelfaller          |                                                                                               |
| ◡—◡                                |                             | ἀμφίβραχυς                    | amphibrachys                   | amphibrachys, amphibrachus, amphibrevis | Amphibrachys                         |                                                                                               |
| ◡—                                 | an                          | ἀνάπαιστος                    | anapaistos                     | anapaestus                              | Anapäst, auch Doppelsteiger          |                                                                                               |
| ◡—                                 | ba                          | βακχεῖος                      | bakcheios                      | bacchius                                | Bacchius oder auch Bakchius          |                                                                                               |
| —◡—                                | cr                          | ἀμφίμακρος                    | amphimakros                    | amphimacrus                             | Amphimacer oder Kretikus             |                                                                                               |
| —◡                                 |                             | παλιμβάκχειος                 | palimbakcheios                 | antibacchius                            | Antibacchius oder auch Palimbakchius |                                                                                               |
| —                                  |                             | μολοσσός                      | molossos                       | molossus                                | Molossus                             |                                                                                               |
| Viergliedrig zusammengesetzte Füße |                             |                               |                                |                                         |                                      |                                                                                               |
| ◡                                  |                             | προκελευσματικός, τετράβραχυς | prokeleusmatikos, tetrabrachys | proceleusmaticus                        | Prokeleusmatikus                     | viersilbiger Brachysyllabus                                                                   |
| —◡                                 |                             | παιών Αʹ                      | paiōn 1                        | paean primus                            | Päon 1                               |                                                                                               |
| ◡—◡                                |                             | παιών Βʹ                      | paiōn 2                        | paean secundus                          | Päon 2                               |                                                                                               |
| ◡—◡                                |                             | παιών Γʹ                      | paiōn 3                        | paean tertius                           | Päon 3                               |                                                                                               |
| ◡—                                 |                             | παιών Δʹ                      | paiōn 4                        | paean quartus                           | Päon 4                               |                                                                                               |
| —◡                                 | ioma                        | ἐπιονικός                     | epionikos                      | ionicus a maiore                        | fallender Ionikus                    |                                                                                               |
| ◡—◡                                |                             | ἀντίσπαστος                   | antispastos                    | antispastus                             | Antispast                            |                                                                                               |
| ◡—                                 | iomi                        | ιονικός                       | ionikos                        | ionicus a minore                        | steigender Ionikus                   |                                                                                               |
| —◡—                                | cho                         | χορίαμβος                     | choriambos                     | choriambus                              | Chorjambus                           |                                                                                               |
| —◡—◡                               |                             | διτρόχαιος                    | ditrochaios                    | ditrochaeus                             | Ditrochäus, auch Dichoreus           | doppelter Trochäus                                                                            |
| ◡—◡—                               |                             | διῖαμβος                      | diiambos                       | diiambus                                | Dijambus                             | doppelter Jambus                                                                              |
| ◡—                                 |                             | ἐπίτριτος Αʹ                  | epitritos 1                    | epitritus primus                        | Epitrit 1                            |                                                                                               |
| —◡—                                |                             | ἐπίτριτος Βʹ                  | epitritos 2                    | epitritus secundus                      | Epitrit 2                            | bei Hephaistion auch Karikos                                                                  |
| —◡—                                |                             | ἐπίτριτος Γʹ                  | epitritos 3                    | epitritus tertius                       | Epitrit 3                            | bei Hephaistion auch Podios                                                                   |
| —◡                                 |                             | ἐπίτριτος Δʹ                  | epitritos 4                    | epitritus quartus                       | Epitrit 4                            | bei Hephaistion auch Monogenes                                                                |
| —                                  |                             | δισπόνδειος                   | dispondeios                    | dispondeus                              | Dispondeus                           | doppelter Spondeus                                                                            |
| Fünfgliedrige Füße                 |                             |                               |                                |                                         |                                      |                                                                                               |
| —◡—                                | thym                        |                               | thymelicos                     |                                         | Thymelicus                           |                                                                                               |

Dem kombinatorischen Reichtum der antiken Metrik gegenüber ist die Zahl der möglichen Versfüße im Deutschen durch dessen Eigentümlichkeiten stark eingeschränkt.
Zum Beispiel ergibt im Deutschen das Aufeinandertreffen zweier betonter Silben beim Sprechen eine deutliche, Zäsur genannte Sprechpause:
Hohl und einsam und kahl blickt' aus der Höhe sein Haupt
—◡—◡◡— ‖ —◡◡—◡◡—
Die Zäsur teilt hier den Vers in zwei Kola genannte Halbverse, zwischen den beiden Hebungen steht also eine Halbversgrenze, wodurch die Zäsur zur Dihärese wird, die zusätzlich eine Versfußgrenze markiert. Der Einschnitt muss dabei nicht auf eine Wortgrenze fallen. Wilhelm Busch gibt das schöne Beispiel zweier aufeinanderfolgender Hebungen, indem er diese über zwei Verse verteilt:
Madam Sauerbrot, die schein-
Tot gewesen, tritt herein.
Eine weitere Einschränkung möglicher Sequenzen im Deutschen ist, dass nicht mehr als zwei Hebungen aufeinander folgen können. Erscheinen drei normalerweise unbetonte Silben nebeneinander, so entsteht beim Sprechen ein Nebenakzent auf einer von ihnen.
Unter Berücksichtigung dieser Einschränkungen bleiben als mögliche Versfüße im Deutschen bei den zweigliedrigen nur Jambus und Trochäus und bei den dreigliedrigen
- Daktylus (—◡◡),
- Anapäst (◡◡—),
- Amphibrachys (◡—◡) und
- Kretikus (—◡—).

Dabei kann der Kretikus nicht rein auftreten. Ein rein daktylischer Vers ist zum Beispiel einer, der nur aus Daktylen, ein rein jambischer Vers einer, der nur aus Jamben besteht. Stünden zwei kretische Füße nebeneinander (—◡—ˌ—◡—), so hätte man wieder zwei aufeinanderfolgende Hebungen.
Trotz dieser Reduktion der Anzahl möglicher Versfüße auf 5 bzw. 6 bleiben Mehrdeutigkeiten der Skansion.
Beispielsweise lässt, wenn man nur die Wiederholung gleichartiger Silbensequenzen betrachtet, die Zeile
der Glaube, die Liebe, die Hoffnung
mit dem Schema
◡—◡◡—◡◡—◡
sich in drei amphibrachysche Füße (◡—◡) gliedern:
◡—◡ˌ◡—◡ˌ◡—◡
Diese Gliederung entspräche zudem den vorliegenden Wortgruppen:
der Glaube,| die Liebe,| die Hoffnung
Dennoch spielt der Amphibrachys in der deutschen Verslehre kaum eine Rolle und man würde die Zeile entweder mit Daktylen (—◡◡)
◡ˌ—◡◡ˌ—◡◡ˌ—◡
oder mit Anapästen (◡◡—)
◡—ˌ◡◡—ˌ◡◡—ˌ◡
gliedern, wobei dann am Anfang und Ende überzählige leichte Silben bzw. verkürzte Versfüße stehen würden. Welche der verschiedenen Möglichkeiten als die angemessenste betrachtet wird, ist also Sache der Konvention bzw. der vertretenen verstheoretischen Schule.
Klopstock zufolge ist eine Gliederung entsprechend der versbildenden Worte bzw. Wortgruppen natürlich und angemessen, wofür er den Begriff des Wortfußes prägte. Nach Klopstock wäre also in drei Amphibrachys zu gliedern.
Nach der Theorie von Andreas Heusler ist der auf die Antike zurückgehende Versfußbegriff dem deutschen Vers jedoch unangemessen. Heusler spricht in seiner sich stark an musikalischen Konzepten orientierenden Verslehre nicht von Füßen, sondern von Takten, wobei jede Hebung den Beginn eines Taktes markiert. Heusler zufolge wäre also daktylisch zu gliedern.
Schließlich gibt es noch die Auffassung, dass man vom Versanfang her in jeweils vollständige Versfüße zu gliedern habe mit eventuell katalektischem Versschluss, also wie im letzten Beispiel oben in Jambus, zwei Anapäste und hyperkatalektisch mit einer unbetonten Silbe am Versschluss.
Gegen diesen Ansatz, der die Gliederung vom Versanfang abhängig macht, wurde eingewandt, dass im Deutschen nicht der Versanfang, sondern vielmehr der Versschluss, genauer die Kadenz, für den Rhythmus ausschlaggebend sei. Man habe sich also nicht an formalen Eigenschaften einer Sequenz zu orientieren, sondern daran, ob der jeweilige Vers eher fallenden oder steigenden Rhythmus aufweise und dementsprechend bei steigendem Rhythmus jambisch-anapästisch bzw. bei fallendem Rhythmus trochäisch-daktylisch zu interpretieren. Das Problem ist, dass der Begriff des Versrhythmus zwar zentral, aber auch sehr verschwommen ist, und es keine etablierte Auffassung gibt, was die Konstituenten des Versrhythmus sind, geschweige denn, dass klar sei, wie genau ein Vers mit steigendem von einem mit fallendem Rhythmus zu unterscheiden sei.